# UFC Fight Night: Shevchenko vs. Carmouche 2
UFC Fight Night: Shevchenko vs. Carmouche 2 (también conocido como UFC Fight Night 156 o UFC on ESPN+ 14) fue un evento de artes marciales mixtas producido por Ultimate Fighting Championship que tuvo lugar en la Antel Arena en Montevideo, Uruguay.

## Historia
El evento marcó la primera visita de la promoción al país sudamericano.
Un combate por el Campeonato de Peso Mosca femenino de UFC entre la actual campeona Valentina Shevchenko y Liz Carmouche sirvió como el evento estelar de la noche. Se enfrentaron anteriormente en 2010 con Carmouche ganando por nocaut técnico en la segunda ronda.
Una pelea de peso semipesado entre Volkan Oezdemir y Ilir Latifi fue originalmente programada para el 1 de junio de 2019 en UFC Fight Night: Gustafsson vs. Smith. Sin embargo, la pelea fue cancelada luego de que Latifi sufriera una lesión en la espalda dos días antes del evento, el combate fue reprogramado para UFC on ESPN: Covington vs. Lawler. Aun así, la pelea fue movida a este evento debido a problemas con la visa de Oezdemir.
Rafael Fiziev enfrentaría a Álex da Silva en un combate de peso ligero. Sin embargo, el 24 de julio de 2019 se reportó que Fiziev sufrió una fractura en el pie y fue sacado del evento. Fue reemplazado por Rodrigo Vargas.
|Verónica Macedo estaba programada para enfrentar a Rachael Ostovich en el evento. Sin embargo, el 29 de julio se anunció que Ostovich fue reemplazada por Polyana Viana por razones no reveladas.
Laureano Staropoli enfrentaría a Alexey Kunchenko en un combate de peso wélter en el evento. Sin embargo, el 29 de julio Staropoli fue sacado de la pelea por una lesión de nariz. y fue reemplazado por Gilbert Burns.
Un combate de peso mosca femenino entre Ashlee Evans-Smith y Taila Santos estaba programado para el evento. Sin embargo, Evans-Smith abandonó el combate por razones desconocidas. A su vez, Santos abandonó el combate el 29 de julio por una lesión de muñeca. Finalmente la pelea fue cancelada.

## Resultados
1. ↑  Por el Campeonato femenino de Peso Mosca de UFC.

## Premios extra
Los siguientes peleadores recibieron $50,000 en bonos:
- Actuación de la Noche: Volkan Oezdemir y Verónica Macedo
- Pelea de la Noche: Vicente Luque vs. Mike Perry